# Michiel Kramer
Michiel Kramer (Rotterdam, 3 december 1988) is een Nederlands profvoetballer die doorgaans als spits speelt. Hij tekende in juli 2021 een contract tot medio 2023 bij RKC Waalwijk, dat hem transfervrij inlijfde. Dit werd later verlengd tot 2027.

## Clubcarrière

### NAC Breda
In de jeugd kwam hij uit voor XerxesDZB, Excelsior Rotterdam en NAC Breda. Michiel Kramer maakte zijn debuut op 30 november 2008 tegen Sparta Rotterdam op het Kasteel in Spangen. Hij bleef doelpuntloos en zijn contract liep ten einde op 30 juni 2009 en werd niet verlengd.

### FC Volendam
Op 5 juli 2009 tekende Michiel Kramer een contract voor twee jaar bij FC Volendam, dat in de Eerste Divisie speelde. Op 4 december 2009 maakte Kramer een zuivere hattrick in de wedstrijd tegen FC Emmen. Het waren zijn eerste doelpunten in het betaald voetbal. Nooit eerder in de Eerste Divisie was een hattrick zo vroeg in een wedstrijd tot stand gekomen.
Kramer speelde bij FC Volendam van het seizoen 2009/10 tot en met het seizoen 2012/13. In het laatstgenoemde seizoen maakte Kramer 22 doelpunten, maar op de laatste dag verspeelde FC Volendam in de wedstrijd tegen Go Ahead Eagles alsnog de titel en verloor daarna ook de play-offs (wederom tegen Go Ahead Eagles) en zo kwam het niet tot promotie naar de Eredivisie.

### ADO Den Haag
Op 29 mei 2013 werd bekendgemaakt dat Kramer alsnog de overstap maakte naar de Eredivisie. Hij tekende een contract voor drie jaar bij ADO Den Haag. Twee jaar op rij had hij daar een belangrijke inbreng bij het standhouden van ADO in de Eredivisie. Tijdens het tweede seizoen kwam hij daarbij zelfs tot zeventien competitiedoelpunten.

### Baniyas SC
Kramer kwam in juli 2015 tot een akkoord over een contract met Baniyas SC in de Verenigde Arabische Emiraten. Hierover zei hij zelf: "Deze aanbieding was financieel zo aantrekkelijk. Dit kon ik niet laten schieten." Hij vloog daarom naar de VAE en tekende er een contract voor drie jaar, met een optie voor nog een seizoen. ADO Den Haag zou in ruil circa €1.500.000 voor hem ontvangen, maar in de weken die volgden, bleef betaling uit. Naar eigen zeggen was ADO akkoord met een gespreide betaling, maar toen kwamen er vanuit de VAE weer nieuwe voorwaarden op tafel. De Haagse club zag daarop alsnog af van de transfer.

### Feyenoord
Kramer tekende vervolgens in augustus 2015 een contract tot medio 2018 bij Feyenoord, de nummer vier van de reguliere competitie in het voorgaande seizoen en de oude liefde van de geboren Rotterdammer. Bij de overgang deden Feyenoord en ADO Den Haag geen mededelingen over de transfersom, maar het zou naar verluidt gaan om 1,5 miljoen euro of wellicht zelfs 2,2 miljoen euro. Op 16 augustus 2015 debuteerde hij in het eerste elftal van Feyenoord tegen SC Cambuur en maakte zijn eerste goal met een kopbal op aangeven van rechtervleugelaanvaller Bilal Başacıkoğlu. Op 31 januari 2016 werd Kramer samen met ploeggenoot Marko Vejinović met de dood bedreigd door diverse supporters. Deze werden door de politie aangehouden. Op 24 april 2016 won hij de KNVB beker met Feyenoord, mede door doelpunten van Kramer in de halve finale tegen AZ en een doelpunt in de bekerfinale tegen FC Utrecht.
Gedurende dit eerste seizoen ontpopte Kramer zich steeds meer als een speler die de grens opzoekt en daar regelmatig overheen gaat. Zo werden er in het seizoen 2015/16 twee vooronderzoeken naar hem gestart door de aanklager betaald voetbal naar aanleiding van geweldsdelicten op het veld. In het duel met De Graafschap zou hij Ted van de Pavert een klap hebben gegeven. Dit werd door de tuchtcommissie van de KNVB van tafel geveegd. Kramer miste de laatste twee speelrondes van de Eredivisie door een schorsing, nadat hij thuis tegen FC Groningen Etiënne Reijnen bij zijn keel had gegrepen. Hij kreeg het ook nog aan de stok met Rasmus Lindgren.
In het seizoen 2016/17 kwam Kramer amper in actie. Vaak werd hij in het veld gebracht als er een doelpunt gemaakt moest worden en dit deed hij dan ook in blessuretijd tegen NEC (1-2) en FC Utrecht (3-3). Ook mocht hij in de bekerwedstrijden tegen FC Oss en Excelsior in de basis starten. Op 11 februari 2017 stond er voor wisselspelers een uitlooptraining gepland, na afloop van Feyenoord-FC Groningen. Kramer had hier geen trek in en ging naar huis. Als berisping werd hij een week uit de selectie gezet, waardoor hij ontbrak in de uitwedstrijd tegen zijn vorige werkgever ADO Den Haag. Kramer werd steeds meer ontevreden. Tijdens de uitwedstrijd bij Sparta op 5 maart mocht Kramer bij een 1-0 achterstand niet invallen, waarop hij zijn warming-up afbrak en een harde klap op de dug-out gaf. Dit bleef onbestraft. Een week later, in de met 5-2 gewonnen thuiswedstrijd tegen AZ mocht Kramer voor het eerst sinds december weer in het veld komen in een Eredivisiewedstrijd. Ook tegen SC Heerenveen viel Kramer in. Op 2 april 2017 viel Nicolai Jørgensen na 11 minuten uit in de klassieker tegen Ajax in de Amsterdam ArenA. Kramer kwam in het veld als invaller en scoorde in de 91e minuut de 2-1. Tijdens het kampioensseizoen 2016/17 van Feyenoord kreeg hij slechts één basisplek. Veel vaker moest hij het doen met invalbeurten, maar door late goals tegen FC Utrecht en NEC had hij wel een aandeel in de titel.
Op 21 december 2017 at Kramer in de rust van de bekerwedstrijd Feyenoord-Heracles een broodje kroket. Het voorval werd op camera vastgelegd. Hij kreeg een disciplinaire straf opgelegd, evenals een geldboete. De spits moest het doen met een reserverol achter Nicolai Jørgensen en de jonge Dylan Vente was Kramer op dat moment gepasseerd in de pikorde. In de winterstop was duidelijk dat er geen toekomst meer was voor Kramer bij Feyenoord. Toen informeerden Sparta Rotterdam, NAC Breda, Bolton Wanderers FC en zijn oude club ADO Den Haag naar de aanvaller, maar Kramer zinspeelde op een transfer naar Turkije of een club in het Midden-Oosten. Op 31 januari 2018 werd besloten het tot de zomer van 2018 lopende contract te ontbinden. Daarna hield Michiel Kramer zijn conditie tijdelijk op peil bij de Eerste Divisie-club Telstar.

### Sparta Rotterdam
Op 12 februari 2018 werd bekendgemaakt dat Kramer het seizoen 2017/18 afmaakt bij Sparta Rotterdam, waar hoofdtrainer Dick Advocaat extra versterking zocht voor de voorste linie. Dit bleek een kortstondige verbintenis: na twee maanden werd zijn contract ontbonden nadat Kramer een schorsing van zeven wedstrijden moest uitzitten na een rode kaart voor een trap in het gezicht van Alexander Büttner van Vitesse.

### Maccabi Haifa
Op 3 juni 2018 tekende Michiel Kramer een contract bij Maccabi Haifa in Israël.

### FC Utrecht
In januari 2019 tekende Kramer een halfjarig contract bij FC Utrecht, nadat hij transfervrij werd overgenomen van Maccabi Haifa. In juli 2019 mocht hij vertrekken.

### ADO Den Haag
Eind juli 2019 tekende Kramer een tweejarig contract bij ADO Den Haag. In dit seizoen kwam hij mede door het coronavirus op slechts dertien wedstrijden. Ook werd er in dit seizoen geen promotie of degradatie gehanteerd, waardoor ADO Den Haag een bijna niet te voorkomen degradatie ontliep. In het seizoen 2020/21 maakte Kramer veel meer minuten en stond hij negenentwintig keer op het veld. Helaas wist hij ADO Den Haag niet in de Eredivisie te houden, waardoor ADO in het seizoen 2021/22 uitkwam in de Eerste Divisie (sponsornaam; Keuken Kampioen Divisie).

### RKC Waalwijk
In de zomer van 2021 vertrok Kramer van ADO naar RKC waardoor hij ook de volgende seizoenen in de Eredivisie speelde.

## Clubstatistieken
| Seizoen                      | Club             | Competitie      | Competitie | Competitie | Beker | Beker | Internationaal | Internationaal | Overig | Overig | Totaal | Totaal |
| Seizoen                      | Club             | Competitie      | Wed.       | Dlp.       | Wed.  | Dlp.  | Wed.           | Dlp.           | Wed.   | Dlp.   | Wed.   | Dlp.   |
| ---------------------------- | ---------------- | --------------- | ---------- | ---------- | ----- | ----- | -------------- | -------------- | ------ | ------ | ------ | ------ |
| 2007/08                      | NAC Breda        | Eredivisie      | 0          | 0          | 0     | 0     | –              | –              | –      | –      | 0      | 0      |
| 2008/09                      | NAC Breda        | Eredivisie      | 11         | 0          | 2     | 0     | –              | –              | –      | –      | 13     | 0      |
| 2009/10                      | FC Volendam      | Eerste divisie  | 21         | 5          | 0     | 0     | –              | –              | –      | –      | 21     | 5      |
| 2010/11                      | FC Volendam      | Eerste divisie  | 27         | 7          | 3     | 0     | –              | –              | 2      | 0      | 32     | 7      |
| 2011/12                      | FC Volendam      | Eerste divisie  | 25         | 5          | 2     | 0     | –              | –              | –      | –      | 27     | 5      |
| 2012/13                      | FC Volendam      | Eerste divisie  | 32         | 22         | 1     | 0     | –              | –              | 3      | 1      | 36     | 23     |
| 2013/14                      | ADO Den Haag     | Eredivisie      | 26         | 7          | 2     | 0     | –              | –              | –      | –      | 28     | 7      |
| 2014/15                      | ADO Den Haag     | Eredivisie      | 32         | 17         | 1     | 0     | –              | –              | –      | –      | 33     | 17     |
| 2015/16                      | Feyenoord        | Eredivisie      | 30         | 14         | 5     | 2     | –              | –              | –      | –      | 35     | 16     |
| 2016/17                      | Feyenoord        | Eredivisie      | 17         | 4          | 2     | 1     | 4              | 0              | 1      | 0      | 24     | 5      |
| 2017/18                      | Feyenoord        | Eredivisie      | 8          | 0          | 2     | 2     | 2              | 0              | 0      | 0      | 12     | 2      |
| 2017/18                      | Sparta Rotterdam | Eredivisie      | 8          | 2          | –     | –     | –              | –              | 0      | 0      | 8      | 2      |
| 2018/19                      | Maccabi Haifa    | Ligat Ha'Al     | 4          | 0          | 5     | 1     | 0              | 0              | 0      | 0      | 9      | 1      |
| 2018/19                      | FC Utrecht       | Eredivisie      | 8          | 1          | 0     | 0     | –              | –              | 2      | 0      | 10     | 1      |
| 2019/20                      | ADO Den Haag     | Eredivisie      | 13         | 2          | 0     | 0     | –              | –              | –      | –      | 13     | 2      |
| 2020/21                      | ADO Den Haag     | Eredivisie      | 29         | 6          | 1     | 0     | –              | –              | –      | –      | 30     | 6      |
| 2021/22                      | RKC Waalwijk     | Eredivisie      | 31         | 11         | 1     | 0     | 0              | 0              | 0      | 0      | 32     | 11     |
| 2022/23                      | RKC Waalwijk     | Eredivisie      | 27         | 12         | 0     | 0     | 0              | 0              | 0      | 0      | 27     | 12     |
| 2023/24                      | RKC Waalwijk     | Eredivisie      | 24         | 7          | 1     | 0     | 0              | 0              | 0      | 0      | 25     | 7      |
| Carrière totaal              | Carrière totaal  | Carrière totaal | 373        | 122        | 28    | 6     | 6              | 0              | 8      | 1      | 415    | 129    |
| Bijgewerkt t/m 31 maart 2024 |                  |                 |            |            |       |       |                |                |        |        |        |        |

## Erelijst
| Eredivisie           | 1x | 2016/17 |
| KNVB beker           | 1x | 2015/16 |
| Johan Cruijff Schaal | 1x | 2017    |